# Jonesville (Luizjana)
Jonesville – miasto w Stanach Zjednoczonych, w stanie Luizjana, w parafii Catahoula.